# Calamaria albiventer
Calamaria albiventer este o specie de șerpi din genul Calamaria, familia Colubridae, descrisă de Gray 1835. A fost clasificată de IUCN ca specie cu risc scăzut. Conform Catalogue of Life specia Calamaria albiventer nu are subspecii cunoscute.

## Galerie

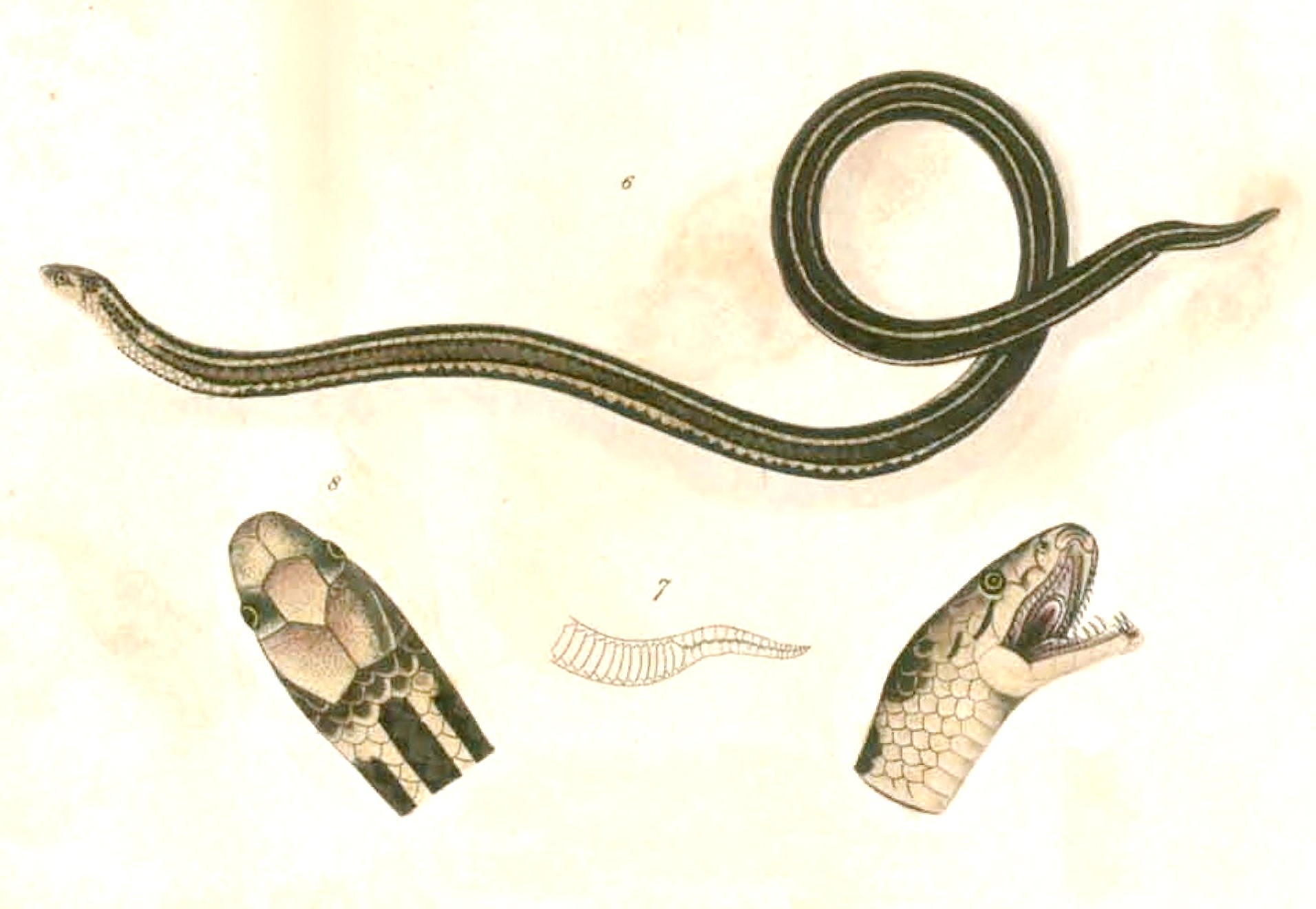